# Aiquara
Aiquara är en kommun i Brasilien.   Den ligger i delstaten Bahia, i den östra delen av landet, 900 km öster om huvudstaden Brasília. Antalet invånare är 4 602.
Omgivningarna runt Aiquara är huvudsakligen savann. Runt Aiquara är det glesbefolkat, med 19 invånare per kvadratkilometer.